# Оперативна команда
Оперативна команда (рус. Оперативное командование) је назив за војну формацију у 
оружаним снагама, најчешће у копненој војсци.
Оперативна команда одговара армији и састоји се из дивизија и бригада. Командант оперативне команде је најчешће генерал-лајтнант.
Након реформи у Оружаним снагама Руске Федерације, оперативне команде су замијениле дотадашње армије. Четверостепени ланац команде »војни округ — армија — дивизија — пук« је замијењен тростепеним ланцом команде »војни округ — оперативна команда — бригада«.